# Melvin Shapiro
Melvin Shapiro (* 6. Mai 1925; † 4. Dezember 2007) war ein US-amerikanischer Filmeditor.
Melvin Shapiro begann seine Arbeit beim Filmschnitt Ende der 1950er Jahre. 1977 wurde er für den British Academy Film Award für den Besten Schnitt bei Taxi Driver (zusammen mit Tom Rolf) nominiert.
Bis 1988 wirkte er an rund 60 TV- und Spielfilmproduktionen mit.

## Filmografie (Auswahl)
- 1961–1962: Biography (Dokumentarserie, 10 Folgen)
- 1965–1966: Geächtet (Branded, Fernsehserie, 19 Folgen)
- 1965: Die glorreichen Reiter (The Glory Guys)
- 1968: Der goldene Regenbogen (Finian’s Rainbow)
- 1969: Blutige Spur (Tell Them Willie Boy Is Here)
- 1972: König, Dame, Bube (King, Queen, Knave)
- 1976: Taxi Driver
- 1978: Eisfieber (Ice Castles)
- 1984: Eine starke Nummer (No Small Affair)
- 1985: Bring on the Night
- 1988: Final Night – Die letzte Nacht (Backfire)
- 1988: Der Todesengel (Fatal Judgement)